# Pierre-Alain Clément
 (août 2016).
Si vous disposez d'ouvrages ou d'articles de référence ou si vous connaissez des sites web de qualité traitant du thème abordé ici, merci de compléter l'article en donnant les références utiles à sa vérifiabilité et en les liant à la section « Notes et références ».
Pour les articles homonymes, voir Clément.
Pierre-Alain Clément, né le 21 avril 1951 à Épendes et mort le 20 avril 2023, est une personnalité politique suisse, membre du parti socialiste suisse.

## Biographie
Titulaire d'une licence en histoire et en géographie à l'Université de Fribourg et professeur de mathématiques au cycle d'orientation de Jolimont, Pierre-Alain Clément est actif dans les milieux sportif et du syndicalisme enseignant[réf. nécessaire]. 
Président du Parti socialiste de la ville de Fribourg de 1987 à 1996, il est élu au Conseil général de cette ville en 1986 qu'il préside pendant l'année 1992-1993[réf. souhaitée]. 
Il entre au Grand Conseil du canton de Fribourg en 1989. Il préside la commission des grâces de cette assemblée pendant dix ans. À la mort de Marcel Clerc en 1999, il devient conseiller communal et vice-syndic chargé des finances. Le 8 avril 2006, il est désigné par ses collègues en tant que 23e syndic.[réf. souhaitée] Il est le premier socialiste à revêtir cette charge. Lors des élections communales du 20 mars 2011, il est réélu avec le plus grand nombre de suffrages, ce qui assure à la liste commune socialiste-chrétienne sociale-verte la reconduction de la majorité de gauche de trois sièges sur cinq au Conseil communal. Il siège depuis 2008 dans le Comité d'agglomération de Fribourg.[réf. nécessaire]
Il s'est également présenté, sans succès, aux élections à la préfecture du district de la Sarine en 1996 et au Conseil national en 1999[réf. souhaitée].
Le 27 août 2007, Pierre-Alain Clément est prévenu de faux dans les titres par un juge d'instruction, dans une enquête relative à la crise de la caisse de pension du personnel de la Ville de Fribourg. Défendu par l'avocat Alexandre Emery, il en sort totalement blanchi par le Juge de police de la Sarine le 30 novembre 2010.
Il quitte la syndicature de la ville en 2016.